# Adfacelina medinai
Adfacelina medinai Millen & Hermosillo, 2012 è un mollusco nudibranchio della famiglia Facelinidae. È l'unica specie nota del genere Adfacelina.